# Сено

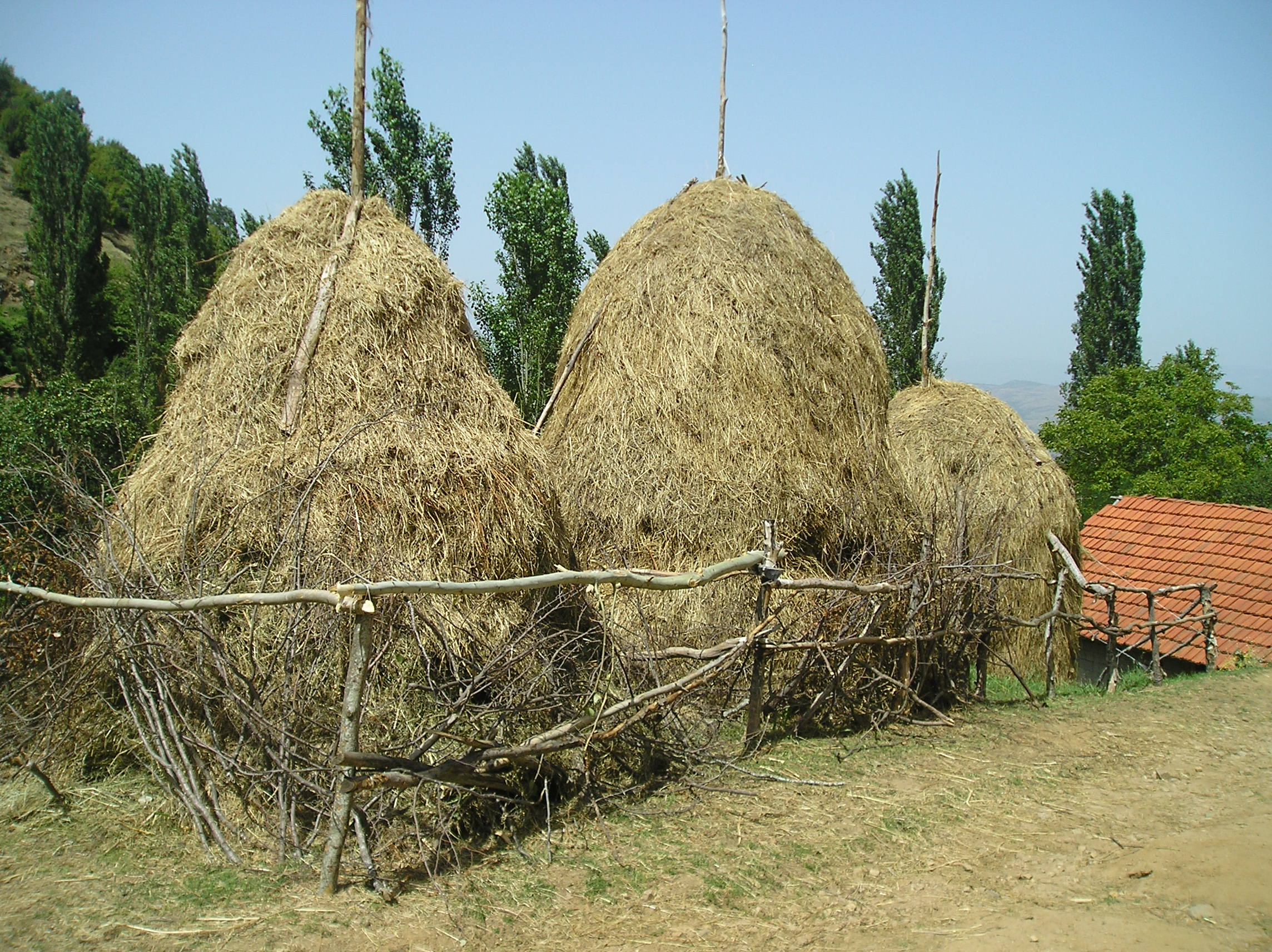
Стог сена в Винице, Республика Северная Македония

Се́но — высушенные стебли и листья травянистых растений, скошенных в зелёном виде, до достижения ими полной естественной зрелости. Применяются в качестве корма для сельскохозяйственных животных в тех районах, где климатические условия не допускают круглогодичного использования свежих кормов.
Скашивание сена называется сенокосом.
Способность свежескошенного зелёного сена, не портясь, храниться долгое время, достигается или силосованием, то есть консервированием зелёных растений в водянистом виде, или сушкой, удалением из них воды (в среднем от 55 до 65 %), собственно превращением в сено. Причём, если прибегают к процессу самонагревания растительной массы, то получается так называемое бурое сено, а если сушка ведётся на воздухе, то — зелёное сено, которое в привычном смысле и носит название сено.

## Заготовка

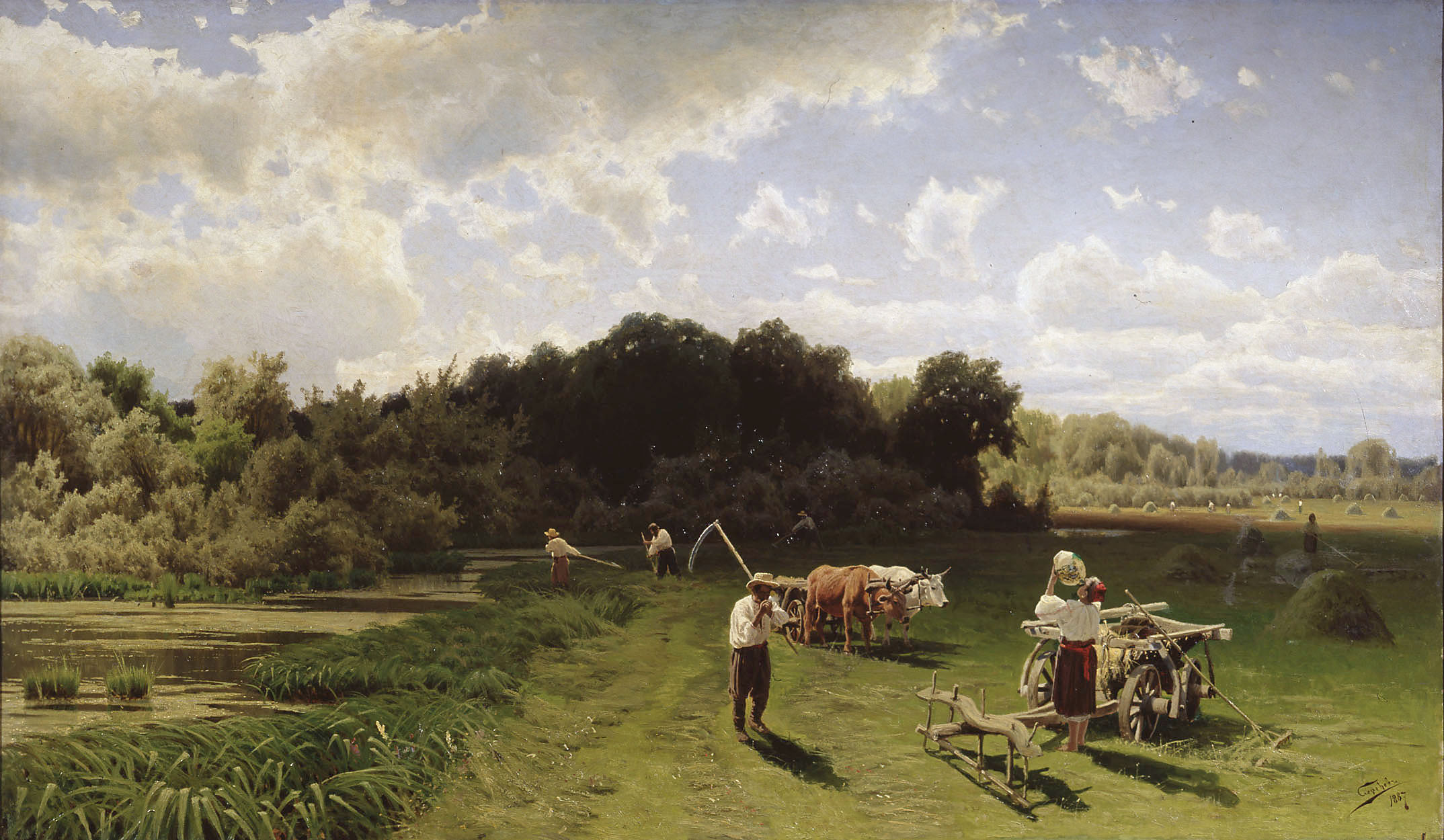
Сенокос

Заготовка сена необходима в тех регионах, где в зимний период времени прекращается рост травы. Сушка травы на воздухе, под действием ветра и солнечного тепла — самый употребительный способ. Для этого траву сначала надо скосить. Косят и сушат траву двумя способами — в валок и вразброс. Самый древний и простой способ — с помощью косы, вручную. В местах, лишённых моторизации, в личных хозяйствах или же местах, труднопроходимых для техники, до сих пор используется косьба вручную. В крупных хозяйствах же обычно используется специальное устройство, прицепляемое к трактору или самоходное — косилка.

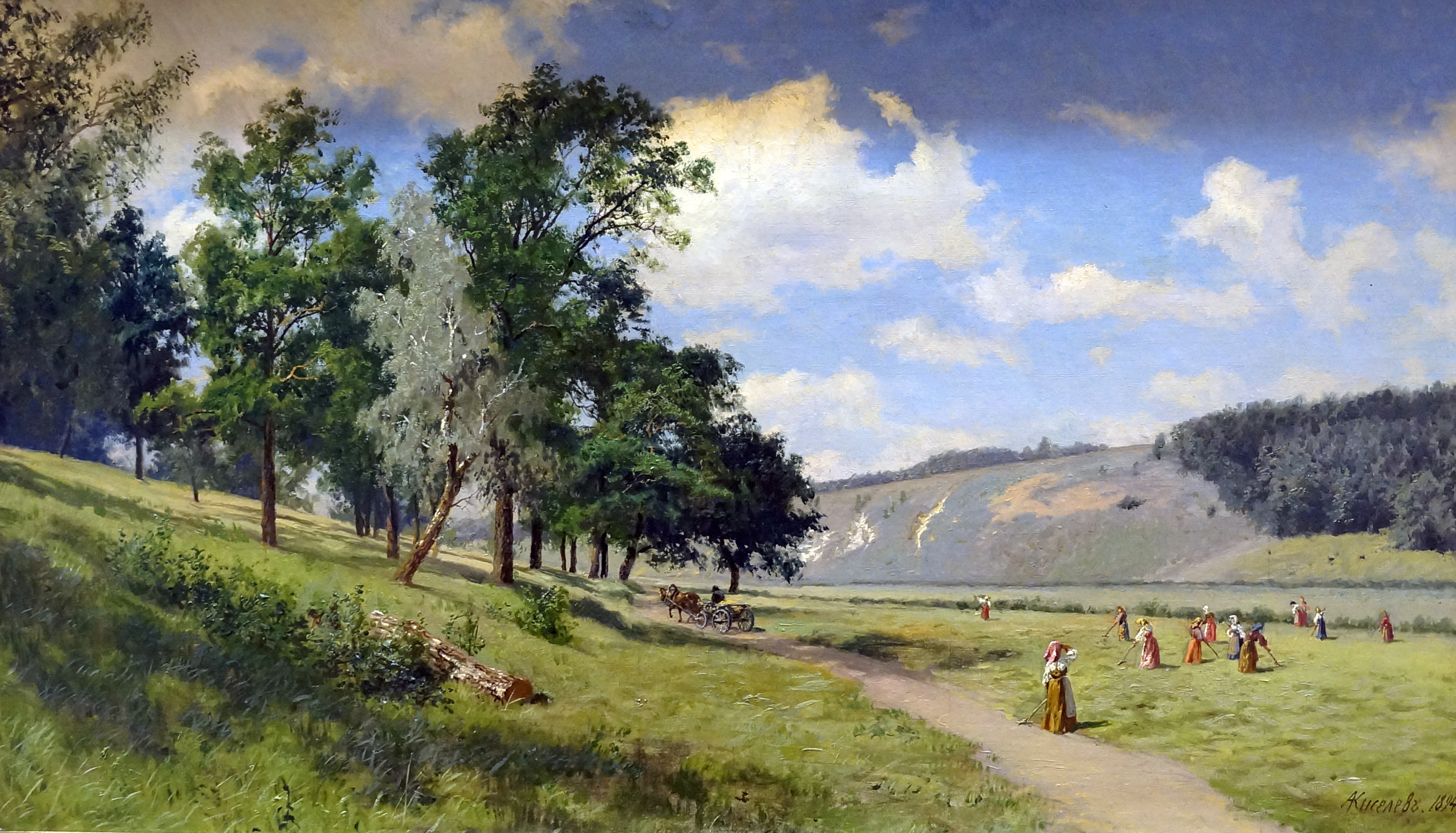
Сенокос. Картина художника А.А. Киселёва, 1894

При сушке вразброс скошенные зелёные растения, лежащие в так называемых прокосах, раскидываются по поверхности луга с помощью грабель (ручных или тракторных), несколько раз в течение дня переворачиваются, к вечеру, во избежание росы или ночного дождя, сгребаются в небольшие кучи (копны) — а к утру снова разбрасываются. Так поступают до тех пор, пока трава не просохнет (при скручивании жгутом небольшого клока сена оно не будет ломаться, но и не будет показывать признаков содержания излишней влажности). В хорошую, ясную погоду этим путём не слишком жирное сено можно убрать в полтора—два дня; оно сохраняет зелёный цвет (если в составе произрастающих на лугу растений нет таких, стебли и ветви которых ещё на корню окрашены в цвет более тёмный — красновато-коричневый и пр.), имеет приятный запах, охотно поедается скотом и, хотя уступает по питательности траве, из которой приготовлено, но всё же является таким основным питательным средством для сельскохозяйственных животных, что на нём одном может быть основано кормление стада, когда от последнего не требуется высокой степени продуктивности.
Недостатки этого способа сушки заключаются в том, что при переворачивании высушиваемой травы при помощи грабель или сеноворошилки отламываются самые нежные части растений — листья и цветы, отчего сено становится беднее белковыми веществами, богаче древесиной и в сравнении с травой — более тяжёлым для переваривания. Такой подход применяется больше при сушке растений, богатых листвой (например, мотыльковых), а также при непостоянной погоде, когда чаще обычного приходится тревожить растительную массу.

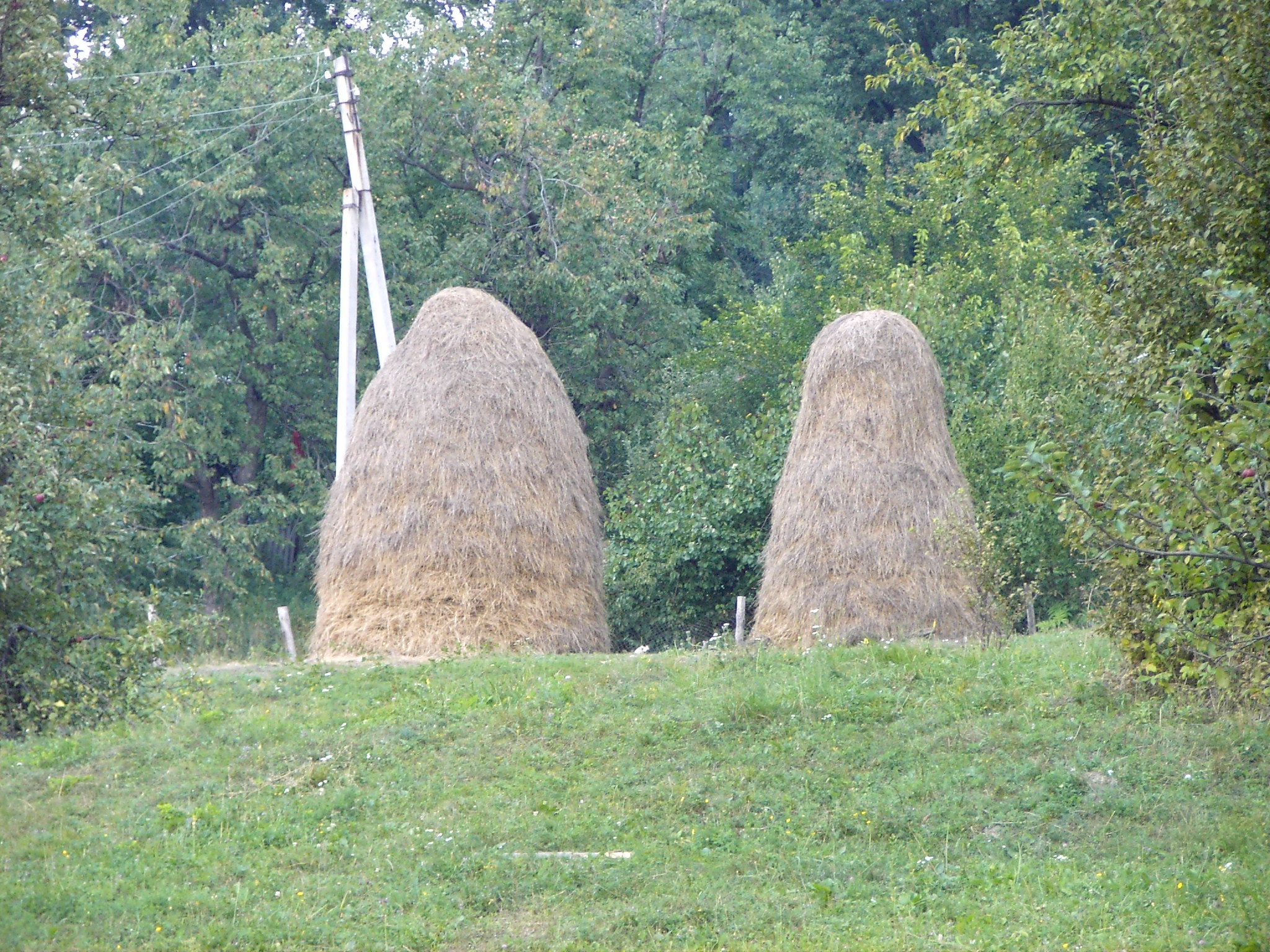
Два стога сена. Молдавия

При кошении ручной косой возможен также метод кошения «в валок». Косят в два прохода — вперёд и с поворотом налево, назад. При этом большая часть травы оказывается в валке, который несколько подгребают граблями и оставляют рыхлым. При таком способе сушки действию прямых солнечных лучей подвергается только верхний слой сена, таким образом, в основной массе сохраняется больше полезных веществ. При благоприятных условиях сено готово к уборке через два дня.
С целью уменьшить потери при сушке сена и вместе с тем предупредить вредное влияние на его качество ненастной погоды поступают по-разному. Иногда применяются совместно оба указанных выше способа приготовления сена. Тогда просушенную наполовину траву складывают более плотно в довольно высокие кучи, в которых оно и лежит до наступления ясной погоды, когда копны разбрасываются и сено скоро просыхает вполне, так как в кучах оно уже успело согреться. Обыкновенно же применяют другие предупредительные меры, заключающиеся в том, чтобы скошенную траву как можно менее тревожить и если переворачивать, то не часто и по возможности осторожно. Растения с прочным и прямым стеблем можно связывать для этой цели в бабки или образовывать из них двускатные шатры, как это делается при уборке на семена клевера и других сеяных трав. Для сушки же других растений, особенно же для широколиственных, можно пользоваться приспособлениями, устраиваемыми из кольев и жердей. Приспособлений таких очень много. Самые простые из них — козлы. Это колья, заострённые внизу, с пробитыми в них крестообразно поперечинами. Они вбиваются в землю, и на них навешивается несколько провялившаяся трава, досушиваемая проникающим сквозь сложенную растительную массу ветром; совершенно свежие растения слишком слеживаются, плотно прилегают к перекладинам, отчего иногда и плесневеют. Там, где колья забить в землю трудно, три пары жердей устанавливаются наклонно друг к другу и в том месте, где вершины их сходятся, колья подвязываются попарно к горизонтальной жерди; такие же горизонтальные жерди укладываются параллельно верхней и в нижерасположенных частях стоек; иногда эти перекладины не подвязываются, а вделываются в гнёзда стоек, так что каждая половина козел представляет собой одно целое и может легко перевозиться и устанавливаться на любом месте. Более совершенную форму таких приспособлений представляют пирамиды. Три жерди связываются своими верхушками и устанавливаются в виде пирамиды; внизу они соединяются тремя горизонтальными перекладинами или на каждую стойку набивается ряд деревянных колышков длиной до 8 вершков (35,5 см), на которые и навешивается сено.

Заготовка сена. Алтайский край. Россия

Применение всех названных приспособлений уместно также в ненастную погоду; дождевая вода легко скатывается с поверхности навешанного на них сена, причём оно не загнивает, если пробудет на козлах не только несколько дней, но даже (например, клевер) и несколько недель; хотя при этом бывает, что верхний слой сена несколько и побелеет, зато внутри оно остаётся совершенно неиспорченным, с прекрасным зелёным цветом; кроме того, так как сено не лежит на земле, а под ним остаётся пустое пространство, то оно повреждается меньше, чем в копнах. Во многих случаях, однако, нельзя прибегать к устройству козел или пирамид или из-за дороговизны леса, или ввиду мелкости травы (растущей, напр., на суходольных лугах), которая не держится на перекладинах и сдувается ветром на землю; тогда ограничиваются при ненастной погоде складыванием сено в кучи, которое в значительной степени предохраняет его от выщелачивания дождями. Это показывает уже самый простой расчёт. Очевидно, что сено, сложенное в кучи, займёт значительно меньшее пространство, чем если бы оно было оставлено в прокосах или разбросано по лугу, и следовательно, оно во столько же раз меньше примет в себя дождевой воды и во столько же раз будет выщелочено менее; кроме того, потеря от выщелачивания уменьшается ещё тем, что часть таких веществ с поверхности будет всасываться сеном, лежащим внутри копны. 

## Состав
Лучшими кормовыми растениями по удачному сочетанию в них различных свойств — богатству питательных веществ, благоприятному коэффициенту переваримости, хорошему влиянию на здоровье животных и пр. — считаются травы из семейства злаковых и мотыльковых. Представители этих семейств дают основу растительности хорошим лугам, и они же разводятся также при искусственном травосеянии. Однако некоторые из злаков даже в молодости представляются малосъедобными (Nardus stricta, Deschampsia caespitosa), что можно сказать также и про некоторые из мотыльковых. Другие же растения из названных семейств хотя и дают большие урожаи с большим содержанием питательных веществ, но не вызывают при скармливании соответствующего эффекта или вредно отзываются на здоровых животных.
Лучшими травами считаются: 1) из злаков — тимофеевка (Phleum pratense и Phleum boehmeri), ежа сборная (Dactylis glomerata), пырей (Triticum repens), бухарник пушистый (Holcus lanatus), трясунка (Briza media), благодаря высокому содержанию сахаров Суданская трава, различные виды лисохвоста (Alopecurus pratensis, Alopecurus geniculatus), мятлика (Poa pratensis, Poa annua), райграсов (Lolium italicum, Lolium perenne), овсяницы (Festuca pratensis, Festuca elatior, Festuca ovina, Festuca rubra, Festuca borealis), полевицы (Agrostis) и др.; из семейства мотыльковых — различные виды клевера (Trifolium pratense, Trifolium hybridum, Trifolium repens, Trifolium incarnatum, Trifolium montanum, Trifolium elegans), вики или горошка (Vicia cracca, Vicia sativa, Vicia pisiformis, Vicia angustifolia), затем люцерны (Medicago), чины (Lathyrus), ледвянца (Lotus) и др. Этим растениям многие противополагают так называемые кислые злаки с значительно меньшей питательностью, куда относятся ситниковые (Juncaceae), Luzula (ожика), Scirpus (камыш), Erioforum (пушица) и разные виды хвоща (Equisetum) и осоки (Carex). Кроме этих растений, следует упомянуть ещё о многих таких, которые, не выдаваясь своими питательными достоинствами, тем не менее являются вполне съедобными или же представляются ещё полезными по другой причине, так как придают сену аромат, например Carum carvi (тмин), Achillea (тысячелистник) и др. Сюда относятся растения самых различных семейств.
Наконец, есть растения и вредные по своей ядовитости (некоторые из лютиков, Cicuta virosa, Colchium и пр.).

## Виды сена

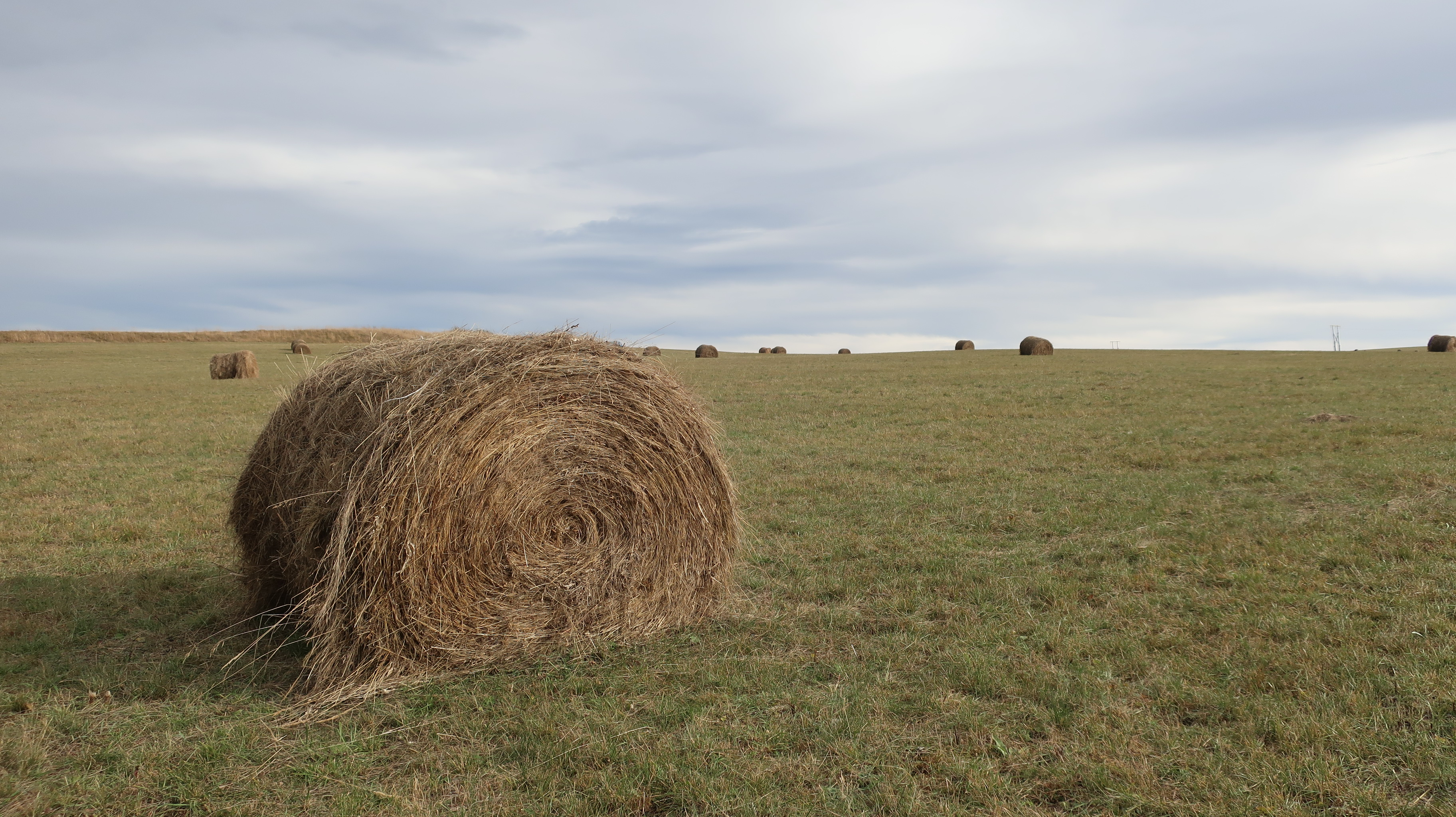
Сено в рулонах

Если сено более или менее хорошо высушено, то все входящие в его состав растения могут быть свободно определены, а само сено — расклассифицировано на группы. Таким образом, исследование ботанического состава сена очень важно и на практике представляет одно из главнейших средств для суждения о ценности сена; другие внешние признаки хотя имеют, быть может, и меньшее значение, тем не менее, всегда принимаются в расчёт. Цвет хорошего обыкновенного злакового сена — более или менее ярко-зелёный. Буроватый цвет указывает на примесь растений других семейств (напр. клеверов), синеватый — осок или сладких злаков, растущих на болотистых местностях; если же чистое злаковое сено имеет цвет тёмный, то это говорит за то, что сено было под дождём. Желтоватый, соломистый цвет служит указанием, что скос травы производился поздно, когда многие из них уже устарели. Это сено не издаёт такого сильного аромата, свойственного зелёному добротному сену, скошенному вовремя; аромат зависит, главным образом, от пахучего колоска (Anthoxanthum odoratum), который принадлежит к числу самых ранних злаков. Впрочем, аромат сена, так называемый запах кумарина, свойственен, кроме колоска, также доннику (Melilotus), чаполочи (Hierochloa), ясминнику (Asperula) и в слабой степени другим растениям. Неприятный запах, идущий от сена, сообщается ему под влиянием дождливой погоды, при неполной просушке, и зависит от процессов разложения (гнилостных организмов и плесени). Такое сено при раструске отделяет много пыли. Смотря по месту произрастания, различают несколько видов сена.

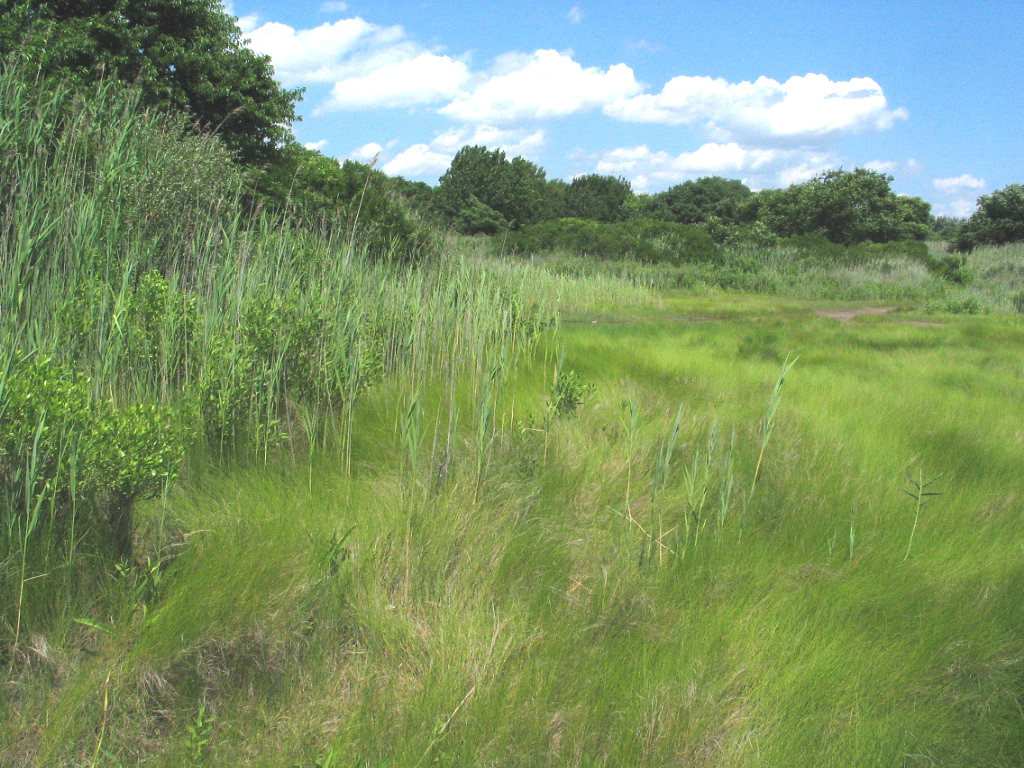

### Сено с заливных лугов
Сено с заливных или поёмных лугов, расположенных по берегам рек и некоторых озёр, смотря по положению и рельефу местности — бывает разнокачественно. Исследования северных рек (Сев. Двины, её притоков, Мсты, Волхова и др.) показали, что в общем здесь могут быть подмечены 3 категории лугов — более высоких, одетых разнообразной растительностью, состоящей иногда сплошь из мотыльковых трав, иногда же с преобладанием жесткостебельных крупных растений, средневысоких — с растительным покровом из злаков (чаще всего) и низких — с болотистой растительностью. То поёмное сено, которое считается одним из лучших кормов, снимается именно с лугов средней высоты. Здесь во время водополья отлагается некоторое количество тонкопесчанистого плодородного ила, и вместе с тем вода, не застаиваясь долгое время, достаточно увлажняет почву. Вследствие этого растущие здесь травы достигают пышного развития и отличаются значительной питательностью. Они состоят из немногих представителей злаковых и мотыльковых, причём наиболее типичными из первых являются — лисохвосты, а из вторых — Vicia Cracca. Тем не менее, благодаря достаточности влаги и плодородию пойменной почвы здесь густота трав подчас изумительная, создаваясь на счёт усиленного разрастания отдельных экземпляров. Это не остаётся без влияния на внешнем виде заливного сена, которое в сравнении с обыкновенным луговым всегда более толстостебельно, длинно и более тёмно-зелёного цвета. От этой же причины зависит также необходимость более раннего скашивания трав на заливном лугу, так как иначе стебли могут приобрести не только жёсткость, но и сделаться деревянистыми.

### Сено с суходольных лугов
Сено с суходольных лугов. Луга этой категории в общем уступают заливным как в отношении производительности, так и в отношении состава покрывающей их травы. В частности, они настолько разнообразны, что нет возможности дать им общую характеристику. Это подтверждается ещё и тем обстоятельством, что под понятие суходольных лугов, кроме естественных сенокосных угодий, эксплуатируемых как таковые постоянно, подходят ещё и земли, уже бывшие под культурой, а затем снова заброшенные. Отсюда видно, что одинаковым образом суходольным лугом может быть назван луг, заросший почти сплошь клевером, как это довольно часто бывает на заброшенных залогах, и луг, заросший белоусом, совершенно непригодным как кормовое средство. Главное же отличие суходольного сена — его мелкость (в зависимости от более или менее плотной и сухой почвы) и разносоставность, так как на суходольном лугу находят себе приют представители самых разнообразных семейств травянистых растений.

### Сено с болотных лугов
Болотное, или кислое, луговое сено получается с лугов, страдающих от избытка влаги. Подчас состав населяющей эти луга растительности бывает довольно разнообразный и не лишён примеси трав хороших, каковыми являются здесь горошек (Lathyrus), канарейник (Phalaris), манник (Glyceria fluitans), но их бывает обыкновенно мало. Характерными травами этих лугов являются кислые злаки — различные виды осоки, ситников и хвоща, затем лютики (Ranunculus), вшивица (Pedicularis), подмаренники (Galium), калужница (Caltha) или если сладкие злаки, как вейники (Calamagrostis), то очень малосъедобные. Иногда огромные пространства этих лугов зарастают сплошь осоками и хвощом, причём хвощ довольно часто выделяется в особые куртины, занимая главным образом наиболее пониженные места. Сено из этих трав жёсткое, малопитательное, в особенности если они скошены поздно. Тогда такое сено значительно уступает хорошо сбережённой соломе. В некоторых местностях считают, однако, что корм, который доставляют кислые луга, имеет при своевременной уборке довольно большую ценность. Опытные хозяева Финляндии доказывали неоднократно, что сено, состоящее из хорошо убранной осоки или хвоща, скошенного около Иванова дня, составляет весьма хороший молочный корм для коров, привыкших к нему, и факт этот подтверждается научными исследованиями (Wittmack).

### Сено с лесных лугов
Лесное сено — собирается в лесах, лесных порослях, прилесках, прогалинах и полянах в лесу, лесных пожарищах, то есть местах самых разнообразных, не исключая и болотистых, почему состав лесного сена может приближаться или к сену с суходольных лугов или к сену кислому. Выделяется отсюда лишь сено, собираемое в местах тенистых, закрытых, между кустарниками и деревьями (лиственными), где растут травы более водянистые и в силу этого малопитательные. Среди этих трав много злаковых, мало бобовых, господствующими или более частыми в северной полосе России считаются — манжетка (Alchemilla vulgaris), черноголовка (brunella vulgaris), марьяники (Melampyrum), бетоника (Betonica), скабиоза (Scabiosa), некоторые лютики, купальница и др., до которых в зелёном виде не дотрагивается ни одно животное.

### Сено с горных лугов

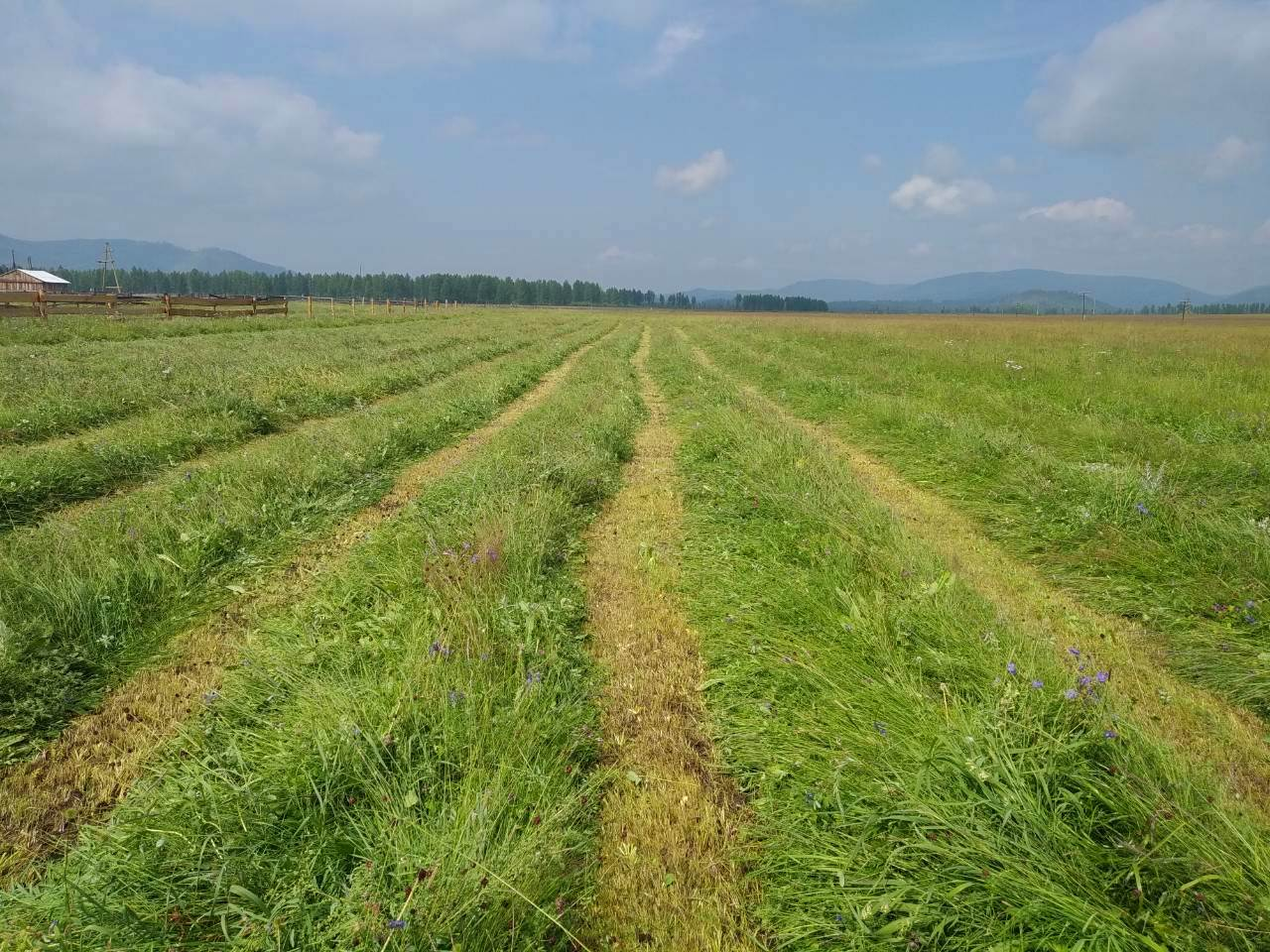
Свежескошенное сено на альпийских лугах в горном районе Бурятии

Горное сено, как показывает название, собирается в горах, с лугов, расположенных по склонам гор, и на горных плато. Сено это отличается большой доброкачественностью; выделываемые из молока местного скота продукты отличаются тонким вкусом. Следует заметить, что в состав горного альпийского сена входит много зонтичных и подорожниковых.

### Степное сено
Степное сено — у нас есть достояние чернозёмной полосы и получается с несолонцовых девственных, целинных степей или же с различных залежей и перелогов. Характерными растениями первого вида угодий являются три злака: ковыли (Stipa pennata и S. capillata), типец (Festuca ovina) и тонконог (Koeleria cristata), иногда и мятлик (Poa), но число вообще растущих на нём трав очень велико. Здесь обыкновенны как злаки (кроме указанных ещё различные виды Poa, Festuca, Bromus, Agrostis, Melica, Setaria, Phleum и др.), так и мотыльковые (разные виды Vicia, Trifolium, Lathyrus, особенно Astragalus и Medicago, Lotus, Coronilla, Oxytropis); из других семейств наиболее обыкновенны представители сложноцветных, губоцветных, норичниковых, крестоцветных и гвоздичных, иногда молочайных. В настоящее время наряду с уменьшением самого пространства степей, поступающих под культуру, замечается также и заполонение остающихся сенокосных угодий различными нетипичными для степи растениями. Само же по себе целинное сено, хотя его накашивается сравнительно мало, отличается хорошими качествами и ставится хозяевами даже выше сена с заливных лугов. Сено со степных перелогов резко различается, смотря по свойствам почвы, степени её плотности, характеру предшествующей обработки, а также условиям погоды. В общем его можно подразделить на пырейное, когда залежь занята из Triticum repens (кроме Tr. rep., преобладающее значение на перелогах имеют Melilotus officinalis, Sisymbrium Sophia, Salsola Kali, Hierochloa odorata, Setaria viridis и glauca или реже Bromus inermis; за исключением последних трёх растений, остальные никакого питательного значения не имеют; в юго-вост. России Tr. rep. заменяется Tr. ramosum, острецом, хорошо растущим на солонцеватом черноземе), и бурьянистое, когда пырей отступает на второй план, а господство приобретают травянистые виды Eryngium, Cirsium, Onopordon, Carduus, Sonchus, Lactuca, Artemisia и проч. Впрочем, бурьянистые залоги чаще служат пастбищем для скота (особенно овец), так как для сенокоса они (по жесткостебельности) менее пригодны. Пырейное же сено ценится не ниже целинного. Оба вида перелогов (бурьянистый и пырейный) с течением времени изменяются в отношении одевающей их растительности и мало-помалу, если не мешает человек, переходят по мере уплотнения и высыхания почвы в целину, занятую многолетними злаками. Кроме высокой нагорной степи, в чернозёмной области России следует отметить ещё так наз. лиманы, изученные в Заволжье. В Самарской губ. они представляют самые надёжные сенокосные угодья, хотя сено лиманное ценится ниже залежного. Растительность их главным образом состоит из злаков (Alopecurus, Beckmania, Kocleria, Festuca ovina и elatior, Triticum repens и cristatum, Hierochloa odorata), мотыльковых (Medicago falcata и Melilotus albus, Lathyrus, Glicyrrhiza), затем Nasturtium, Sanguisorba, Falcaria, Inula, Statice, двух осок и многих других растений.

### Посевное сено
Посевное сено вообще отличается высокими достоинствами, неодинаковыми, однако, в зависимости от рода входящих в состав его трав из семейства злаковых и мотыльковых. В России распространено сено клеверное, виковое, люцерновое и эспарцетное и некоторые несложные травяные смеси (см. Кормовые травы), напр. вика с овсом, клевер красный с тимофеевкой и пр. Что касается урожаев сена, то величина их, конечно, колеблется в больших пределах. В общем, наиболее высокие (400—500—600 пд.) цифры приводятся для сена, собираемого как с культурных полей, так и с искусственных лугов, затем следуют луга поёмные, заливные (до 300 и выше пд.), и на последнем месте луга остальных категорий, причём с суходольных снимается сена меньше всего. 

## В славянских обрядах
В народной традиции сено — символ Рождества (Коляды) и рождения; атрибут рождественской, родинной и скотоводческой обрядности и магии. По своим обрядовым функциям и символике во многом сходно с соломой.

#### На Святки
На святки (или только на рождественскую и на крещенскую кутью) сеном (иногда смешанным с семенами разных злаков) застилали весь стол или тот край стола, который находился в красном углу (рус., бел., укр., пол.); клали сено в красный угол на лавку, на сено ставили кутью, клали хлеб. В Полесье, внося в дом сено на Рождество, говорили: «Дай Бог за год дождати»; когда выносили это сено после Крещения — «Бувайте здоровы» (брест.); внося сено в дом, говорили: «Добрый вэчир, колядови, витають дидо з бородою» (волын.). Считали, что сено, принесённое в дом, способствует урожаю (волын.). В Закарпатье, постелив сено на стол и окропив его святой водой, хозяйка говорила: «Який теперь е стол повный сеном, такий бы був наповненый хлебом целый рок».

#### При родах
В северо-восточной Болгарии женщина рожала, а потом лежала на сене от трёх до семи дней, после чего это сено сжигали. Мать с новорождённым должны спать на сене, смешанном с травами и чесноком, чтобы духи судьбы — наречницы — не нарекли ребёнку плохой судьбы. Сербы-граничары клали сено в колыбель новорождённого; в постель ребёнку стелили сено (чернигов., Полесье).

#### При погребении
Сеном набивали подушку для покойника, сено (в том числе рождественское) подстилали в гроб; ср. примету: видеть во сне сено — к покойнику (укр., Житомир.), к смерти (укр. Чернигов.). «Заложного» покойника (висельника, утопленника) не вносили в дом, тело оставляли на ночь во дворе на сене (ровен.). Сено бросали на дорогу по ходу погребальной процессии (чернигов., Полесье). Сено или солому из-под гроба оставляли на кладбище в недоступном для скота месте, чтобы душа могла отдохнуть на сене.

#### Костры и чучела
Сено (как и солому) широко использовали (наряду со старой обувью, мусором, вениками, гнилым деревом) при разжигании обрядовых костров, при изготовлении обрядовых чучел, например, на Купалу (Полесье).